# Софія Елеонора Саксонська
Софія Елеонора Саксонська (нім. Sophie Eleonore von Sachsen, 23 листопада 1609 — 2 червня 1671) — саксонська принцеса з альбертинської гілки династії Веттінів, донька курфюрста Саксонії Йоганна Георга I та Магдалени Сибілли Прусської, дружина ландграфа Гессен-Дармштадтського Георга II.

## Життєпис
Софія Елеонора народилась 23 листопада 1609 року у Дрездені. Була старшою дитиною в родині спадкоємця саксонського престолу Йоганна Георга та його дружини Магдалени Сибілли Прусської. За півтора року її батько став курфюрстом країни після смерті свого бездітного брата Крістіана. За наступні десять років у дівчинки з'явилося семеро молодших братів і сестер.
У 17 років Софію Елеонору пошлюбив молодий 22-річний ландграф Гессен-Дармштадтський Георг II. Церемонія  проходила у палаці Торгау 1 квітня 1627 року. Не дивлячись, на важкі часи та активні бойові дії Тридцятирічної війни весілля відзначалося із розмахом, як значна політична і династична подія. До цього приводу була приурочена прем'єра опери Генріха Шютца «Трагікомедія по Дафні», що  вважається взагалі першою німецькою оперою. На жаль, музика цього твору є втраченою. У шлюбі народила чотирнадцятеро дітей.
Дітей ландграфиня виховувала у дусі суворого лютеранства. Проте, це не завадило її доньці Єлизаветі Амалії перейти 1653 року у католицтво заради шлюбу з Філіпом Нойбурзьким.
Також значно посприяла розширенню Гессенської бібліотеки. Точний розмір тогочасної колекції невідомий. Частковий каталог книг духовного змісту налічував 382 примірники. До того ж Софія Елеонора придбала «Thesaurus Picturarum» Маркуса цум Ламма, що містила значну кількість повідомлень про поточні справи та природничу історію.
Із Георгом Софія Елеонора прожила разом 34 роки до самої його смерті у 1661 році.  Сама вона пішла з життя десять років потому, 2 червня 1671.

## Родина

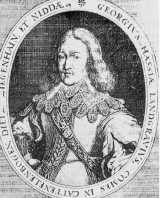
Георг II

Чоловік — Георг II, ландграф Гессен-Дармштадтський
Діти:
- Людвіг (1630—1678) — наступний ландграф Гессен-Дармштадтський, був одружений з Марією Єлизаветою Гольштейн-Готторпською, а після її смерті — з Єлизаветою Доротеєю Саксен-Гота-Альтенбурзькою, мав шістнадцятеро дітей від обох шлюбів;
- Магдалена Сибілла (1631—1651) — померла у 19 років, неодруженою.
- Георг (1632—1676) —  ландграф Гессен-Іттерський, був двічі одружений, мав трьох доньок від другого шлюбу, які не залишили нащадків;
- Софія Елеонора (1634—1663) — одружена із ландграфом Гессен-Гомбурзьким Вільгельмом Крістофом, мала дев'ятеро дітей, з яких свідомого віку досягли троє;
- Єлизавета Амалія (1635—1709) — в шлюбі з курфюрстом Пфальца Філіпом Вільгельмом, народила сімнадцятеро дітей;
- Луїза Крістіна (1636—1697) — у шлюбі з графом Штольберг-Штольберзьким Крістофом Людвігом I, мала восьмеро дітей;
- Анна Марія (9 лютого—21 квітня 1637) — померла немовлям;
- Анна Софія (1638—1683) — абатиса у Кведлінбурзі;
- Амалія Юліана (28 листопада—20 грудня 1639) — померла немовлям;
- Генрієтта Доротея (1641—1672) — пошлюблена із графом Йоганном II Вальдек-Ландау, дітей не мала;
- Йоганн (1642—1643) — помер немовлям;
- Августа Філіпіна (1643—1672) — черниця в Ґандерсхаймі[en],[4] померла у 28 років.
- Агнеса (11—12 листопада 1645) — померла після народження;
- Марія Ядвіга (1647—1680) — була одружена із майбутнім герцогом Саксен-Майнінгенським Бернхардом I, мала шість синів та доньку.